# Hrvatski demokratski odbor
Der Hrvatski demokratski odbor (HDO, Kroatischer Demokratischer Ausschuss) war eine von Exilkroaten gebildete terroristische Vereinigung.
Der deutsche Ableger des HDO, der seinen Sitz in Münster hatte, wurde am 7. September 1967 von Bundesinnenminister Paul Lücke verboten. In der Verbotsverfügung wurde ausgeführt, der HDO sei ein Ausländerverein, dessen Zwecke und Tätigkeit den Strafgesetzen zuwiderlaufen und der sich gegen den Gedanken der Völkerverständigung richtet. Nach Erkenntnissen des Bundesinnenministeriums hatte der HDO Anschläge auf Hotels, Gaststätten, Postämter und Bahnhöfe in Jugoslawien geplant. Mitglieder der Gruppe hatten am 7. März 1967 in Belgien für 7.000 DM etwa 40 kg Sprengstoff gekauft.
Das Verbot des HDO war das erste von insgesamt vier bundesweiten Verboten rechtsextremer Ausländerorganisationen in der Bundesrepublik Deutschland. Alle vier betrafen Organisationen rechtsextremer Exilkroaten (nach dem HDO folgten 1968 die HRB und 1976 der HNO sowie dessen Unterorganisation Drina). Insgesamt wurden (bis 2004) elf extremistische Ausländerorganisationen verboten, darunter sechs linksextremistische (vier türkische und zwei palästinensische) und eine islamistische. Grundlage der Verbote war das Vereinsgesetz.